# 张常嫔 (后)
張常嬪（？—1561年），名失考，順天府固安縣人。錦衣衛帶俸百戶張存仁之妹，明朝明世宗朱厚熜之嬪。

## 生平
張氏的出生及入宮時間均無考。嘉靖四十年（1561年）四月二十日（一作四月二十一日），「常嬪張氏」薨逝，詔喪儀如康嬪劉氏例。由於嘉靖帝後宮之內沒有在生時已封為常嬪者，有學者認為此張常嬪應該是未封嬪。同年閏五月二十四日，授張常嬪的兄長固安縣平民張存仁為錦衣衛帶俸百戶。雖然嘉靖帝位下有兩位張常嬪，但是當時的慣例是每當有未封嬪御薨逝，隨即就會封贈她的親屬。依此推斷，張存仁之妹應該是薨逝於嘉靖四十年四月的張常嬪，而非薨逝於嘉靖三十八年十一月的張常嬪。去世後，張常嬪葬於西山紅石口。《太常續考》謂：「常嬪劉氏、常嬪楊氏、常嬪張氏、宜妃于氏、康嬪劉氏、常嬪傅氏、常嬪張氏、常嬪楊氏、常嬪劉氏，以上九妃嬪共一墓」。